# Maria Herrmann-Kaufmann

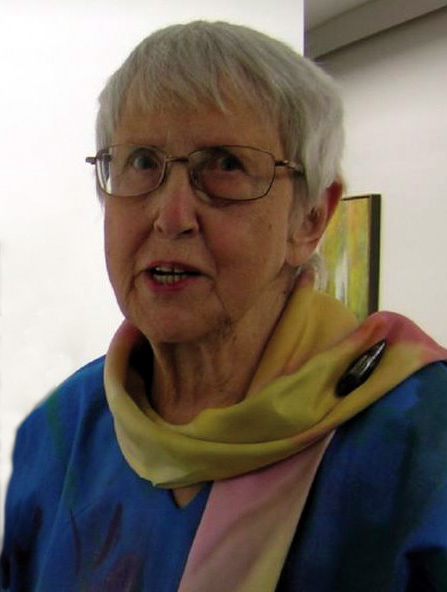
Maria Herrmann-Kaufmann

Maria Herrmann-Kaufmann (* 19. Januar 1921 in Escholzmatt; † 16. Januar 2008 in Emmenbrücke) war eine Schweizer Kunstmalerin. 

## Leben
Maria Herrmann-Kaufmann war in Escholzmatt im Entlebuch geboren und aufgewachsen. Ihre zweite Heimat war hingegen Emmenbrücke, ein Vorort von Luzern. In ihrem Atelier im Quartier Sprengi schuf sie den Grossteil ihrer Werke.
Landschaften und Dorfansichten prägten ihre frühen Werke. Bekannt wurde Maria Herrmann-Kaufmann hingegen durch abstrakten Werke mit kräftigen Farben und durch die Darstellungen von Fischen. Zwischenzeitlich prägte Schwarz ihre Gemälde, wobei dort immer Licht und helle Farben durchschimmerten. Ihre Kunstwerke sind mit dem Akronym MHK signiert. Ein Grossteil ihrer Werke ist in privaten oder öffentlichen Besitz, der künstlerische Nachlass wird von einer Stiftung verwaltet.
Ihre Ausbildung absolvierte sie an der Schule für Gestaltung, Luzern, Académie de la Grande Chaumière, Paris, bei Ronald Kocher (Bern), Otto Kuhn (Boswil), Alfred Sidler (Luzern), Fred Stauffer (Bern) und Adolf Weber (Menziken). 
Seit 1956 zeigte sie ihre Werke in zahlreichen Einzel- und Gruppenausstellungen in Bern, Luzern, Emmenbrücke, Zug, Buchrain, Kriens, Flühlen, Flühli-Sörenberg, Schüpfheim, Porrentruy, Mendrisio, Escholzmatt, und Osnabrück.
Sie verstarb am 16. Januar 2008 im Betagtenzentrum ALP in Emmenbrücke.